# 진공 기댓값
양자장론에서, 연산자의 진공 기댓값(眞空期待値, 영어: vacuum expectation value, VEV)은 위치 에너지의 최소점에서 양자장 진공(바닥 상태)에 대해 가지는 기댓값을 말한다. 스칼라장뿐만 아니라, 스핀을 가지고 있는 입자도 로런츠 대칭을 깨지 않는 조합으로 0이 아닌 기댓값을 가질 수 있다.
스칼라 양자 마당의 연산자를 O라고 할 때, 바닥 상태 {\displaystyle |\Omega \rangle }에 대한 O의 기대값
{\displaystyle \langle \Omega |O|\Omega \rangle }
가 0이 아닐 수 있다. 이를 단순히 {\displaystyle \langle O\rangle }라 쓰기도 한다. 주어진 이론에 대해 O의 전류(current)를 도입하여 르장드르 변환을 통하면, 유효 이론으로 이해할 때, 이 값을 고전 마당의 운동 방정식의 해로 볼 수 있다.

## 같이 보기
- 진공
- 유효 이론
- 보스-아인슈타인 응축